# Tolumnia gundlachii
Tolumnia gundlachii är en orkidéart som först beskrevs av Charles Wright och August Heinrich Rudolf Grisebach, och fick sitt nu gällande namn av Norris Hagan Williams och James David Ackerman. Tolumnia gundlachii ingår i släktet Tolumnia och familjen orkidéer. Inga underarter finns listade i Catalogue of Life.